# 赵子厚
赵子厚（1916年1月—1991年6月），男，山西昔阳人，中华人民共和国政治人物。安徽省农业水利系统高级领导干部，淠史杭灌区工程的发起人与领导者。

## 生平
赵子厚是山西省昔阳县大寨镇洪水村人。1936年夏秘密参加牺盟会，1938年10月加入中国共产党，抗日战争时期历任牺盟会区自卫队政治指导员，1939年任昔阳县二区区长、昔阳县政府秘书等职，积累了丰富的反扫荡战斗经验。1943年调晋冀豫边区政府，1945年进太行区委党校学习。1946年任元氏县副县长。
1947年7月，参加南下干部大队，随刘邓大军挺进大别山，1947年9月9日在独山镇成立独山县委、县政府，隶属于皖西三地委、三分区；赵子厚任副县长。坚持皖西游击苦斗。1947年11月1日黎明，国军整编第46师一部在地主武装配合下由霍山县长途奔袭独山县委、县政府机关驻地落地岗戴家茶行，机关20多人，县委副书记张克前等五人牺牲，十余人被俘，只有赵子厚带着警卫员总计五人突围成功。此为“落地岗事件”。1947年12月退到了霍山县西南的皖鄂省界的太平畈、漫水河。到1948年2月底，独山县实际不复存在。 
1949年初皖西解放，赵子厚任六安地区工商局局长、1949年任寿县县长兼治淮施工总队队长、寿县县委书记。1952年任六安专署副专员兼专区治淮指挥部专职副指挥。1954年任六安专署专员兼专区治淮指挥部指挥，1954年7月坐镇寿县县城领导抵抗淮河特大洪水。1955年4月后兼任中共六安地委第二书记。1958年兼任淠史杭灌区工程党委书记、指挥长。
1966年调离六安，任安徽省农林水利办公室副主任，安徽省革命委员会农业组副组长，安徽省水利电力局局长，安徽省农业委员会副主任，安徽省五届人大财经委员会委员，安徽省农业经济委员会顾问，安徽省政协第四、第五届常委。1981年至1986年兼任安徽省淠史杭工程管理委员会主任。后兼任安徽省防总副主任，直至1990年底离职休。1991年去世后安葬在灌区淠河枢纽工程的源头。

## 家庭
长女赵涛，1951年出生，1973年合肥工业大学精密仪器专业毕业。1982年中国人民大学经济系政治经济学研究生毕业。1986年获得中国人民大学世界经济学博士学位。中共中央政策研究室秘书长。